# جشنواره ملی آش ایرانی
جشنواره ملی آش، قدیمی‌ترین جشنواره غذای ایران است که همه ساله در شهر زنجان برگزار می‌گردد. در این جشنواره، اقوام مختلف ایرانی از نقاط مختلف این کشور اقدام به پخت آش و نمایش آن می‌کنند.

## محل برگزاری
محل برگزاری این مراسم در مجموعه تفریحی ائل داغی زنجان می‌باشد. اقوام ایرانی از تمامی مراکز استان‌های کشور ایران به دعوت اداره کل میراث فرهنگی، صنایع دستی و گردشگری استان زنجان گرد هم آمده و اقدام به پخت آش و اجرای مراسم آیینی خود می‌پردازند و در پایین از نفرات برتر این جشنواره تقدیر به عمل می‌آیید.

## ادوار مختلف
تا کنون یازده دوره از این جشنواره برگزار گردید است.

### دوره اول و دوم
دوره اول و دوم این جشنواره در فصل بهار و اردیبهشت ماه سالهای ۸۴ و ۸۵ در مجموعه تفریحی گاوازنگ برگزار شد چونکه این فصل بهترین فصل رویش و استفاده از انبوه سبزیهای کوهی بود.

### دوره هفتم
هفتمین دوره این جشنواره از هشتم تا یازدهم شهریور سال ۱۳۹۱ برگزار گردید.

### دوره هشتم
هشتمین دوره این جشنواره همزمان با هفته گردشگری از پنجم تا دهم مهرماه ۱۳۹۲ برگزار گردید.

### دوره نهم
نهمین دوره جشنواره ملی آش از۲۶ تا ۳۱ اردیبهشت ماه ۱۳۹۳ برگزار گردید.

### دوره دهم
دهمین دوره این جشنواره در تاریخ ۹ تا ۱۳ شهریور ۹۴ برگزار گردید.

### دوره یازدهم
یازدهمین دوره این جشنواره از تاریخ ۸ لغایت ۱۳ شهریور ۱۳۹۵ برگزار گردید.

### دوره دوازدهم
دوازدهمین دوره این جشنواره از تاریخ ۸ لغایت ۱۲ شهریور ۱۳۹۶ برگزار گردید.